# Tân Tiến, Hưng Yên
Tân Tiến là một xã thuộc tỉnh Hưng Yên, Việt Nam.

## Địa lý
Xã Tân Tiến nằm ở phía đông nam của tỉnh Hưng Yên, có vị trí địa lý:
- Phía bắc giáp xã Phụ Dực.
- Phía đông giáp xã Tây Thụy Anh.
- Phía nam giáp xã Nam Thụy Anh và xã Bắc Đông Hưng.
- Phía tây giáp xã Quỳnh An.

## Lịch sử
Ngày 16 tháng 6 năm 2025, Ủy ban Thường vụ Quốc hội ban hành Nghị quyết số 1666/NQ-UBTVQH15 về việc sắp xếp các đơn vị hành chính cấp xã của tỉnh Hưng Yên năm 2025. Theo đó, sắp xếp toàn bộ diện tích tự nhiên, quy mô dân số của các xã Đồng Tiến (huyện Quỳnh Phụ), An Dục và An Tràng thành xã mới có tên gọi là xã Tân Tiến.